# Misja Fitzgerald Michel
 (février 2012).
Misja Fitzgerald Michel, né le 13 octobre 1973 à Rotterdam, est un guitariste de jazz français.

## Biographie[1]
Misja Fitzgerald Michel a été élève de la classe de jazz de François Jeanneau au Conservatoire National Supérieur de Musique de Paris. Il a ensuite étudié en 1993 à la New School (New York) auprès de Jim Hall, Billy Harper et Kenny Werner. Il commence à jouer à cette époque avec Ravi Coltrane et avec de nombreux autres musiciens de la jeune scène new- yorkaise, comme Gary Thomas, Chris Potter ou Mark Turner.
Il enregistre un premier disque autoproduit en 1998, « Live at La Villa » avec Scott Colley à la basse et Tony Rabeson à batterie. Pour son deuxième album également autoproduit, « On the Edge », enregistré à New York, il fait appel au contrebassiste Drew Gress et au batteur Nasheet Waits, ainsi qu'à Ravi Coltrane comme invité. Il choisit le duo avec Drew Gress pour son troisième disque « Expectations », sorti en 2004. Sa rencontre avec le label No Format! aboutit à la sortie en 2005 de l’album “Encounter”, puis en 2012 à la réalisation du projet “Time of No Reply” autour de la musique de Nick Drake, disque unanimement salué par la presse.
Misja Fitzgerald Michel s'est produit dans de nombreux clubs de jazz parisiens, notamment au New Morning, Sunset & Sunside, Duc des Lombards, ainsi que différents festivals de jazz internationaux (Montreal Jazz Festival, Marciac, JVC Festival à Paris, Jazz à Vienne, Nancy Jazz Pulsations, Nice Jazz Festival, Banlieues Bleues, etc.).
Misja Fitzgerald Michel est professeur de guitare jazz au conservatoire régional de musique de Paris-Saclay et au conservatoire régional de musique de Cergy-Pointoise.
En 2019, il collabore avec la compositrice polonaise Elżbieta Sikora pour une création à la Philharmonie de Paris en hommage à la grande claveciniste Wanda Landowska (Sonosphère V, Wanda Landowska) lors d'un concert avec l'orchestre Pasdeloup dirigé par la chef Elena Schwarz.

## Discographie en tant que leader
"Live at La Villa" avec Scott Colley et Tony Rabeson (1998)
"On the Edge" avec Drew Gress, Nasheet Waits et Ravi Coltrane (2002)
"Expectations" avec Drew Gress (2004)
"Encounter" avec Drew Gress, Jochen Rueckert et Ravi Coltrane (2006) - No Format!
"Time Of No Reply" Album hommage à Nick Drake avec Hugh Coltman, Olivier Koundouno, Nicolas Repac, Meshell Ndgeocello (2012) - No Format!

## Discographie en tant que sideman
Hugh Coltman : Shadows, songs of Nat King Cole (2015)
Kuku : ballads & blasphemy (2015)
Darcy Gomes : Projet Gaïa (2015)
Anandha Seethanen : In a Dance of Time (2016)

## Autres projets[3]
Misja Fitzgerald Michel a travaillé avec les éditions "Didier Jeunesse" à la publication de livres-disques de jazz pour enfants : Au bain, mon lapin! (2011), Les Plus Belles Berceuses jazz (2012), Jazz sous la Lune (2015) et Happy Jazz (2019).

## Nominations & Prix
Misja Fitzgerald Michel a été nommé aux Djangos d’or de la guitare 2006 pour le disque Encounter, ainsi qu’aux Victoires du jazz 2012 pour son album Time of No Reply.